# James Palmer
James Alfred Palmer jr. (Washington, 31 luglio 1996) è un cestista statunitense.

## Palmarès

### Squadra
- Coppa di Polonia: 1

Stal Ostrów: 2022

### Individuale
- Basketball Champions League Star Lineup: 1

Galatasaray: 2024-2025